# Fenerbahçe Spor Kulübü 2012-2013 (pallacanestro maschile)
Questa voce raccoglie le informazioni riguardanti il Fenerbahçe Spor Kulübü nelle competizioni ufficiali della stagione 2012-2013.

## Stagione
La stagione 2012-2013 del Fenerbahçe è la 47ª nel massimo campionato turco di pallacanestro, la Türkiye 1. Basketbol Ligi.

## Roster
Aggiornato al 28 gennaio 2022.
| Fenerbahçe Ülker 2012-13 | Fenerbahçe Ülker 2012-13 |
| Giocatori                | Staff tecnico            |
| ------------------------ | ------------------------ |

| N. | Naz.                                                     | Ruolo | Nome             | Anno | Alt.   | Peso   |  |
| -- | -------------------------------------------------------- | ----- | ---------------- | ---- | ------ | ------ |  |
| 4  | Stati Uniti (bandiera) · Macedonia del Nord (bandiera)   | P     | Bo McCalebb      | 1985 | 183 cm | 83 kg  |  |
| 7  | Turchia (bandiera)                                       | G     | Ömer Onan (C)    | 1978 | 194 cm | 93 kg  |  |
| 8  | Turchia (bandiera)                                       | P     | Berk Uğurlu      | 1996 | 190 cm | 80 kg  |  |
| 9  | Turchia (bandiera)                                       | P     | Barış Ermiş      | 1985 | 194 cm | 90 kg  |  |
| 10 | Rep. Centrafricana (bandiera)                            | GA    | Romain Sato      | 1981 | 196 cm | 100 kg |  |
| 11 | Serbia (bandiera)                                        | G     | Uroš Tripković   | 1986 | 197 cm | 84 kg  |  |
| 12 | Stati Uniti (bandiera) · Bosnia ed Erzegovina (bandiera) | PG    | J.R. Bremer      | 1980 | 188 cm | 89 kg  |  |
| 13 | Australia (bandiera)                                     | C     | David Andersen   | 1980 | 211 cm | 113 kg |  |
| 14 | Turchia (bandiera)                                       | C     | Kaya Peker       | 1980 | 207 cm | 110 kg |  |
|    | Turchia (bandiera)                                       | AC    | Mehmet Şanlı     | 1995 | 204 cm |        |  |
| 21 | Turchia (bandiera)                                       | C     | Oğuz Savaş       | 1987 | 213 cm | 120 kg |  |
| 22 | Turchia (bandiera)                                       | AG    | Metecan Birsen   | 1995 | 206 cm | 100 kg |  |
| 23 | Turchia (bandiera)                                       | GA    | Can Maxim Mutaf  | 1991 | 193 cm | 90 kg  |  |
| 24 | Stati Uniti (bandiera)                                   | AC    | Mike Batiste     | 1977 | 204 cm | 110 kg |  |
| 41 | Turchia (bandiera)                                       | AG    | İlkan Karaman    | 1990 | 205 cm | 110 kg |  |
| 44 | Croazia (bandiera)                                       | AP    | Bojan Bogdanović | 1989 | 200 cm | 100 kg |  |
| 55 | Slovenia (bandiera) · Turchia (bandiera)                 | A     | Emir Preldžič    | 1987 | 206 cm | 100 kg |  |

| Allenatore |
| - Simone Pianigiani (fino al 24 febbraio) - Ertuğrul Erdoğan (dal 24 febbraio)                                            |
| Assistente/i |
| - Erdem Can - Luca Dalmonte - Ertuğrul Erdoğan (fino al 24 febbraio) Legenda - (C) Capitano - (IN) Inattivo - Infortunato |

## Mercato

### Sessione estiva
| Acquisti | Acquisti        | Acquisti        | Acquisti               | Acquisti |
| R.a      | Nome            | da              | Modalità               |          |
| -------- | --------------- | --------------- | ---------------------- | -------- |
| P        | Barış Ermiş     | Bandırma Banvit | definitivo             |          |
| GA       | Romain Sato     | Panathīnaïkos   | definitivo             |          |
| P        | Bo McCalebb     | Mens Sana Siena | definitivo             |          |
| AG       | İlkan Karaman   | Galatasaray     | definitivo             |          |
| C        | David Andersen  | Mens Sana Siena | definitivo (800.000 €) |          |
| AC       | Mike Batiste    | Panathīnaïkos   | definitivo             |          |
| PG       | J.R. Bremer     | Olimpia Milano  | definitivo             |          |
| AP       | Can Maxim Mutaf | Mersin BŞB      | fine prestito          |          |
| G        | Kerem Hotiç     | Darüşşafaka     | fine prestito          |          |

| Cessioni | Cessioni       | Cessioni        | Cessioni       | Cessioni |
| R.       | Nome           | a               | Modalità       |          |
| -------- | -------------- | --------------- | -------------- | -------- |
| P        | Roko Ukić      | Panathīnaïkos   | fine contratto |          |
| AG       | James Gist     | Málaga          | fine contratto |          |
| C        | Gašper Vidmar  | Beşiktaş        | prestito       |          |
| GA       | Marko Tomas    | Cedevita Junior | fine contratto |          |
| AG       | Mirsad Türkcan |                 | ritirato       |          |
| P        | Engin Atsür    | Galatasaray     | fine contratto |          |
| G        | Hakan Demirel  | Antalya BŞB     | fine contratto |          |
| P        | Morris Finley  | Free agent      | fine contratto |          |
| G        | Erbil Eroğlu   | Erdemirspor     | fine contratto |          |
| AG       | Berkay Candan  | Olin Edirne     | prestito       |          |

### Dopo l'inizio della stagione
| Acquisti | Acquisti       | Acquisti   | Acquisti         | Acquisti   |
| R.       | Nome           | da         | Data             | Modalità   |
| -------- | -------------- | ---------- | ---------------- | ---------- |
| G        | Uroš Tripković | Valladolid | 24 dicembre 2012 | definitivo |

| Cessioni | Cessioni        | Cessioni       | Cessioni         | Cessioni    |
| R.       | Nome            | a              | Data             | Modalità    |
| -------- | --------------- | -------------- | ---------------- | ----------- |
| PG       | J.R. Bremer     | Olimpia Milano | 18 dicembre 2012 | rescissione |
| AP       | Can Maxim Mutaf | Karşıyaka      | 17 gennaio 2013  | prestito    |